# Robert Van Herck
Robert Lodewijk Jan Van Herck (Booischot, 6 september 1925 - Herentals, 31 december 2001) was een Belgisch senator.

## Levensloop
Van Herck werd beroepshalve ziekenfondssecretaris van de Liberale Ziekenkas van Herentals en was eveneens bediende.
Hij was ook politiek actief voor de PVV en werd voor deze partij van 1977 tot 1988 gemeenteraadslid van Herentals, waar hij van 1971 tot 1976 ook zetelde in de Commissie voor Openbare Onderstand.
In 1981 werd hij verkozen tot provincieraadslid van Antwerpen, maar nam na enkele dagen al ontslag om lid te worden van de Belgische Senaat, waar hij van 1981 tot 1985 zetelde als provinciaal senator voor Antwerpen.